# ESPN Skybox
 (mars 2022).
Si vous disposez d'ouvrages ou d'articles de référence ou si vous connaissez des sites web de qualité traitant du thème abordé ici, merci de compléter l'article en donnant les références utiles à sa vérifiabilité et en les liant à la section « Notes et références ».
ESPN Skybox était un lieu situé dans les navires Disney Magic, et Disney Wonder de la Disney Cruise Line.
Il doit son nom à la filiale de Disney nommée ESPN, spécialisée dans les événements sportifs.
C'était une salle située au 11e pont dans une cheminée artificielle donnant une vue sur le reste du bateau et l'océan.
Les deux salles ont été remplacées en 2004 par Diversions un pub sur le sport située au 3e pont.